# Bless Its Pointed Little Head
1969 februárjában jelent meg a Jefferson Airplane első koncertalbuma, a Bless Its Pointed Little Head. A felvételek a San Franciscó-i Fillmore Westben és a New York-i Fillmore Eastben készültek. Az albumon hallható dalok közül öt nem jelent meg az együttes korábbi albumain. Azok pedig, amelyek szerepeltek régebbi albumaikon, sokkal keményebb változatban hallhatók. Az egész albumon – különösen a Rock Me Baby című dalban – fontos szerepe van Jack Casady gyakran szolisztikus basszusjátékának.
Az album egyik legérdekesebb momentuma Donovan Fat Angel című dala, melyben az együttes tagjai hangszereket cseréltek: Marty Balin basszusgitározott, Jack Casady ritmusgitáron játszott, Jorma Kaukonen mellett pedig Paul Kantner is szólógitárosként szerepelt. Az album utolsó dala a 11 perces Bear Melt című jam, melyben kulcsszerepet kap Casady és Spencer Dryden összjátéka. Fred Neil The Other Side of This Life című dala az együttes egyik kedvence volt, már a legkorábbi koncertjeiken is játszották.
A 2004-ben megjelent CD-kiadáson megjelent három új dalt 1968. november 5-én, a Fillmore Westben vették fel.

## Az album dalai

### Első oldal
1. Clergy – 1:32
Fillmore East, 1968. november 28–30.
2. 3/5 of a Mile in 10 Seconds (Marty Balin) – 4:51
Fillmore West, 1968. október 24–26.
3. Somebody to Love (Darby Slick/Grace Slick) – 4:04
Fillmore West, 1968. október 24–26.
4. Fat Angel (Donovan) – 7:37
Fillmore East, 1968. november 28–30.
5. Rock Me Baby (tradicionális, a Jefferson Airplane feldolgozása) – 7:51
Fillmore West, 1968. október 24–26.

### Második oldal
1. The Other Side of This Life (Fred Neil) – 6:41
Fillmore West, 1968. október 24–26.
2. It’s No Secret (Marty Balin) – 3:31
Fillmore West, 1968. október 24–26.
3. Plastic Fantastic Lover (Marty Balin) – 3:56
Fillmore West, 1968. október 24–26.
4. Turn Out the Lights (Paul Kantner/Jack Casady/Jorma Kaukonen/Grace Slick/Spencer Dryden) – 1:22
Fillmore East, 1968. november 28–30.
5. Bear Melt (Paul Kantner/Jack Casady/Jorma Kaukonen/Grace Slick/Spencer Dryden) – 11:22
Fillmore East, 1968. november 28–30.

### Bónuszdalok a 2004-es kiadáson
1. Today (Marty Balin/Paul Kantner) – 3:45
2. Watch Her Ride (Paul Kantner) – 3:19
3. Won’t You Try/Saturday Afternoon (Paul Kantner) – 5:30

## Közreműködők
- Grace Slick – ének
- Marty Balin – ének, basszusgitár
- Paul Kantner – ritmusgitár, szólógitár, ének
- Jorma Kaukonen – szólógitár, ének
- Jack Casady – basszusgitár, ritmusgitár
- Spencer Dryden – dob, ütőhangszerek

### Produkció
- Rich Schmitt – hangmérnök
- Jim Smircich – borítókép
- Bill Thompson – belső poszter
- Gary Blackman – művészeti vezető
- Al Schmitt – producer